# Monnaie axoumite
La monnaie axoumite a constitué un système monétaire fondé sur le métal (or, argent, cuivre) qui s'est étendu du IIIe siècle jusqu'à la première moitié du VIIe siècle. La monnaie commence à être frappée et à être mise en circulation vers le milieu de la période aksoumite sous le règne du Roi Endubis vers 270. Aucun État de l'Afrique sub-saharienne ne frappera monnaie après Aksoum jusqu'au sultanat de Kilwa de Tanzanie au Xe siècle. Belai Giday remarque à cet égard qu'il faudra attendre plus de 1000 ans après le déclin du royaume d'Aksoum pour revoir apparaître l'utilisation de la monnaie en Éthiopie par l'introduction du thaler Marie-Thérèse d'Autriche, puis les pièces de Ménélik II.

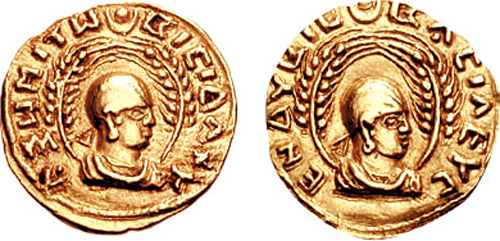
Pièce de monnaie aksoumite sous le règle du roi Endubis d'Aksoum vers 270-300. Les symboles du disque solaire et du croissant lunaire marquent les croyances polythéistes du royaume.

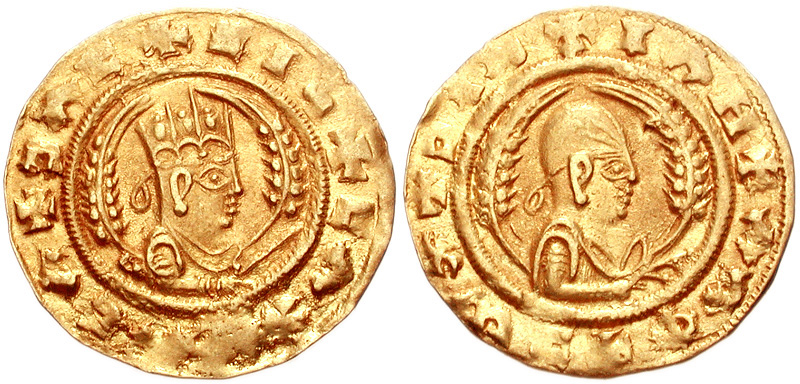
Pièce de monnaie aksoumite sous le règle du roi Eon d'Aksoum. La croix chrétienne remplace le disque solaire et le croissant lunaire après le règne d'Ezana.

La monnaie facilite les échanges maritimes du royaume axoumite à travers la mer Rouge et l'Océan Indien. Des pièces aksoumites ont ainsi été retrouvées en Égypte, en Palestine, en Turquie, au Liban, au Yémen, en Arabie, au Soudan et en Inde.
Les pièces d'Aksoum servent également comme moyen de propagande afin de montrer la richesse du royaume et à promouvoir sa religion. On remarque à cet égard que le disque solaire et le croissant lunaire sont remplacés par la croix chrétienne à partir de l'introduction du christianisme sous le roi Ezana. 
Ces pièces se révèlent être de nos jours un outil fondamental des recherches archéologiques afin de reconstituer la chronologie des rois aksoumites du fait d'un manque de données sur le sujet par d'autres moyens.